# Prosoparia tenebrosa
Prosoparia tenebrosa är en fjärilsart som beskrevs av William Schaus 1913. Prosoparia tenebrosa ingår i släktet Prosoparia och familjen nattflyn. Inga underarter finns listade i Catalogue of Life.